# Mariefreds distrikt
Mariefreds distrikt är ett distrikt i Strängnäs kommun och Södermanlands län. 
Distriktet ligger i  och omkring Mariefred. 

## Tidigare administrativ tillhörighet
Distriktet inrättades 2016 och utgörs av en del av området Mariefreds stad omfattade till 1971, delen som före 1952 utgjorde staden samt Kärnbo socken.
Området motsvarar den omfattning Mariefreds församling hade 1999/2000 och fick 1967 efter införlivning av Kärnbo församling.